# 코비 (원피스)
코비(Coby, コビー)는 일본 만화 및 애니메이션 《원피스》(ONE PIECE)에 나오는 등장인물이다.

## 외모
1. 머리카락이 분홍색이다.
2. 처음 나왔을 때는 안경을 썼지만 애니메이션 314화부터는 이마에 걸치고 있다.
3. 머리에 두건을 둘렀다.

## 행적
처음에는 알비다 해적선에서 온갖 잔 일이나 심부름을 하는 신세였으나, 우연히 루피를 만나게 되어 알비다로부터 도망친다. 꿈인 해군에 들어간다. 해군본부 상사였으나 2년 후 대령으로 진급함. 사실 코비 역시 대령으로서의 재목은 아니지만 정상결전으로 인해 장교 부족에 허덕이게 된 해군본부에서 어쩔 수 없이 많은 군인들에게 파격적인 인사조치를 단행해야만 할 수 밖에 없었고 이에 따라 코비도 상사에서 대령으로 파격적인 진급을 하게 되었다. 작품 초반과 중반 이후의 외모가 많이 다른 인물 가운데 한 사람으로 애니메이션 314화에서 루피가 코비를 다시 만났을 때 같은 사람인지 알아차리지 못했을 정도였다. 이는 헤르메포도 마찬가지다. 격투를 사용해 공격하고 육식중 체(剃)를 사용할 수 있으며 정상결전 도중 견문색 패기가 각성하여 패기 중 하나를 사용할 수 있게 된다. 이후,  레벨리로 향하던 드레스로자 왕국의 배와 프로덴스 왕국의 배를 향해 바다 속에서 해적단들이 어뢰를 발사를 하는 동시에 견문색 패기를 사용해 바다 속에 들어가 수중 어뢰를 껴안고 바다 위로 던져 폭발시키며, 드레스로자 & 프로덴스 왕국의 배를 위기에서 벗어나게 한다. 이후, SWORD 대장인 X 드레이크한테 빅맘과 카이도가 서로 손을 잡았다는 소식을 듣게 된다.